# Cmentarz wojenny w Łopienniku Nadrzecznym
Cmentarz wojenny w Łopienniku Nadrzecznym – cmentarz z okresu I wojny światowej znajdujący się w powiecie krasnostawskim, w gminie Łopiennik Górny. Cmentarz usytuowany jest przy drodze krajowej 17, Krasnystaw – Piaski. Ma kształt prostokąta i otoczony jest symbolicznym ogrodzeniem z drutu kolczastego. Znajduje się na nim rotunda kamienna, pierwotnie pokryta dachówką, z wmurowaną granitową tablicą z napisem "Teren cmentarza wojennego z okresu I wojny światowej w miejscowości Łopiennik Nadrzeczny założony w 1915. Ilość poległych ogółem 595, w tym Żołnierze armii carskiej 195, żołnierze armii niemiecko - austriackiej 400".